# Бжезіни-Нові
Бжезіни-Нові (пол. Brzeziny Nowe) — село в Польщі, у гміні Почесна Ченстоховського повіту Сілезького воєводства.
Населення — 376 осіб (2011).
У 1975-1998 роках село належало до Ченстоховського воєводства.

## Демографія
Демографічна структура станом на 31 березня 2011 року:
|          | Загалом | Допрацездатний вік | Працездатний вік | Постпрацездатний вік |
| -------- | ------- | ------------------ | ---------------- | -------------------- |
| Чоловіки | 193     | 36                 | 138              | 19                   |
| Жінки    | 183     | 26                 | 124              | 33                   |
| Разом    | 376     | 62                 | 262              | 52                   |